# 矢羽々崇
矢羽々 崇（やはば たかし、1962年 - ）は、日本のドイツ文学者、獨協大学教授。

## 来歴
岩手県盛岡市生まれ。1987年に上智大学文学部ドイツ文学科卒業。1989年、ミュンヘン大学哲学部で、主専攻：近現代ドイツ文学、副専攻：哲学、日本学にて修士号 (magister artium) 取得。1994年に上智大学大学院博士課程修了、「詩作の個人性と社会性 - ヘルダーリンの「追想」」で博士（文学）を取得。1994年、獨協大学外国語学部ドイツ語学科専任講師に就任し、2000年に助教授となり、のち教授に昇任。

## 著書
- 『詩作の個人性と社会性 ヘルダーリンの詩『追想』』近代文芸社 1997年
- 『らくらくドイツ語16ユニット これでドイツ語がものになる!』郁文堂 CDブック 1998年
- 『使えるドイツ語単語・表現ファイル』三修社 2000年
- 『NHK初めてのドイツ旅行会話』日本放送出版協会 2001年
- 『ドイツ語はじめの一歩まえ』DHC 2002年
- 『ドイツ語一年生 ケイコのミュンヒェン』朝日出版社 2003年
- 『ドイツ語表現ファイル 文で覚えるドイツ語単語』三修社 2003年
- 『「歓喜に寄せて」の物語 シラーとベートーヴェンの『第九』』現代書館 2007年
- 『ケイコのミュンヘン 聞いて話してドイツ語』朝日出版社 2011年
- 『第九 祝祭と追悼のドイツ20世紀史』現代書館 2018年
- 『日本の「第九」 合唱が社会を変える』白水社 2022年

### 共著
- 『独検2級合格講座 中級ドイツ語への総合アクセス』獨協大学独検対策講座編、山本淳・渡部重美共著 三修社 CDブック 1998年
- 『なんとかしようドイツ語』Kirsten Beisswenger・飯田道子共著 郁文堂 2000年
- 『独検準1級合格講座 上級ドイツ語へのステップ・アップ』獨協大学独検対策講座編、山路朝彦・山本淳・渡部重美共著 三修社 2012年
- 『独検2級合格講座 中級ドイツ語へのスキル・アップ』獨協大学独検対策講座編、Kirsten Beiswenger・山本淳・渡部重美共著 三修社 2013年
- 『アンファング ドイツの街へ』フランク・リースナー共著 第三書房 2014年

### 翻訳
- ハンス・トラクスラー『本当にあった? グリム童話「お菓子の家」発掘 メルヒェン考古学「ヘンゼルとグレーテルの真相」』たかおまゆみ共訳 現代書館 2012年

## 論文
- CiNii>矢羽々崇